# Leo Rich Lewis
Leo Rich Lewis (Woodstock, Vermont, 11 de febrer de 1865 - 8 de setembre de 1945) fou un compositor i escriptor estatunidenc.
Va estudiar al Col·legi Tufts, en la Universitat Harvard; fou diplomat pel Conservatori de Múnic i llicenciat en Lletres. Fou professor de francès (1892), de teoria d'història de la música (1895), de llengües modernes (1920)i de música del Col·legi Tufts (1924).

## Llista no exhaustiva d'obres
- R. E. Porter, opereta;
- Hunt the Thimble;
- The Redeemer;
- The Consolation of Music, cantata;
- Sonata for violin and piano;
- Sunday School Harmonies;
- Incidental Music to Milton's Comus;
- Melodia, amb L. W. Cola;
- Harmonia, amb l'anterior;
- School Songs with College Flavor;
- Incidental Music to Dekker Fortunatus;
- Symphonic Prelude to Browning's A Blot on the Scutcheon;
- Intercollegiate Inklins for symphonic orchestra (1927);
- The Ambitions Listener (1928);
- Masterpieces of Music (1929);
- Experiencing Music (1929);

## Obra escrita
- Zeta Pir Song Books (1892-1904);
- National School Library of Song (1894);
- Church Harmonies New and Old (1895);
- Tufts Longs Book (1906);
- Tufts Longs and Suppleement (1915);
- Assembly Praise-Book, amb L. R. Maxwell (1910);
- Book of Tufts Music (1922);
- Orchestra and Band Series of Tufts Music (1920);

En francès també va publicar: Vocabulary and Grammar-Syllabus (5ª. edició 1919) i en anglès: Racine's Mithridate (1920); Test-Compendium (1922, etc.